# Epilobium leptophyllum
Epilobium leptophyllum är en dunörtsväxtart som beskrevs av Constantine Samuel Rafinesque. Epilobium leptophyllum ingår i släktet dunörter, och familjen dunörtsväxter. Inga underarter finns listade i Catalogue of Life.

## Bildgalleri

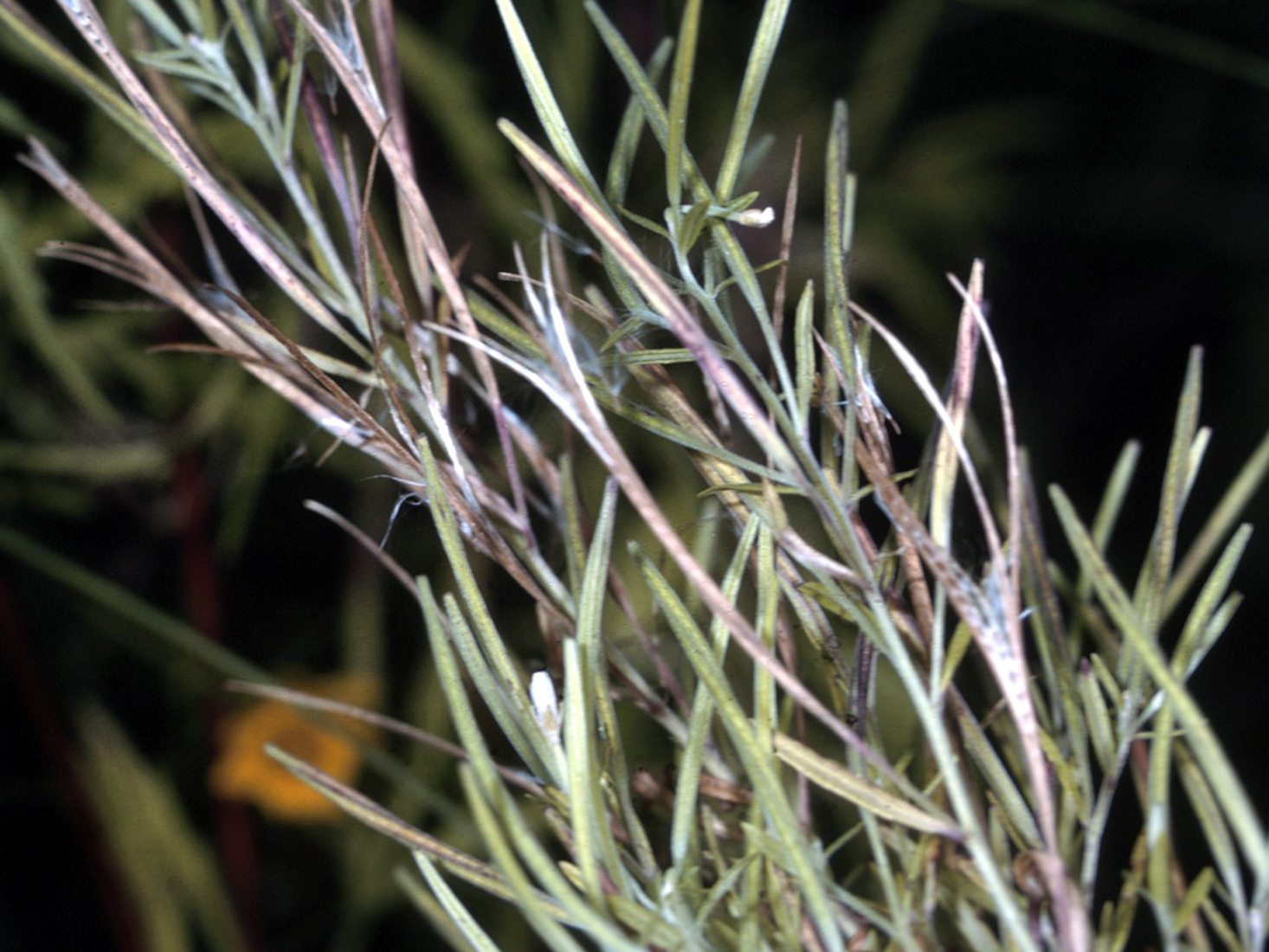